# 1768 în literatură
Anul 1768 în literatură a implicat o serie de evenimente și cărți noi semnificative.  

## Cărți noi
- Isaac Bickerstaffe
  - Lionel and Clarissa
  - The Padlock
- Oliver Goldsmith - The Good-natur'd Man
- John Hoole - Cyrus
- Thomas Hull - The Royal Merchant
- Hugh Kelly - False Delicacy
- Arthur Murphy - Zenobia
- Horace Walpole - The Mysterious Mother